# Aryana
Aryana é uma telenovela filipina exibida em 2012 pela ABS-CBN. Foi protagonizada por Ella Cruz e Pokwang, com Francis Magundayao, Paul Salas e Dominic Roque, e com atuação antagônica de Desiree del Valle, Michelle Vito e G. Toengi.

## Elenco
- Ella Cruz - Aryana Mendez[2]
- Pokwang - Ofelia Capuyao
- Francis Magundayao - Adrian "Ian" Alejandro[3]
- Paul Salas - Marlon Salvador
- Dominic Roque - Hubert Francisco[4][5]
- Michelle Vito - Megan Mendez
- Tonton Gutierrez - Victor Mendez
- Desiree del Valle - Neptuna
- G. Toengi - Stella Cervantes
- Laurice Guillen - Elnora Mendez